# Michał Aleksander Czetwertyński
Michał Aleksander Czetwertyński – książę, rotmistrz kawalerii narodowej, fligeladiutant Stanisława Augusta Poniatowskiego od 1768 roku, starosta tuszyński i żytomierski. 

## Życiorys
Był uczniem Szkoły Rycerskiej w latach 1765-1769.
Członek konfederacji 1773 roku. Na Sejmie Rozbiorowym 1773-1775 jako poseł bracławski wszedł w skład delegacji wyłonionej pod naciskiem dyplomatów trzech państw rozbiorczych, mającej przeprowadzić rozbiór. 18 września 1773 roku podpisał traktaty cesji przez Rzeczpospolitą Obojga Narodów ziem zagarniętych przez Rosję, Prusy i Austrię w I rozbiorze Polski. 
W 1791 roku odznaczony Orderem Świętego Stanisława.